# Atletismo nos Jogos Olímpicos de Verão de 2012 - Revezamento 4x400 m feminino
A competição do revezamento 4x400 metros feminino nos Jogos Olímpicos de Verão de 2012 aconteceu nos dias 10 e 11 de agosto no Estádio Olímpico de Londres.
DeeDee Trotter, Allyson Felix, Francena McCorory e Sanya Richards-Ross participaram da equipe dos Estados Unidos na final, quando conquistaram a medalha de ouro com o tempo de 3:16.87. Originalmente a equipe da Rússia ficou com a medalha de prata, mas foi desclassificada em 1 de fevereiro de 2017 após a reanálise do exame antidoping de Antonina Krivoshapka constatar o uso da substância proibida turinabol. A medalha de prata foi realocada para a equipe da Jamaica e a de bronze para a Ucrânia.

## Calendário
Horário local (UTC+1).
| Data         | Horário | Fase            |
| ------------ | ------- | --------------- |
| 10 de agosto | 19:10   | Primeira rodada |
| 11 de agosto | 20:25   | Final           |

## Medalhistas
|  | USA Estados Unidos                                                                            |  | JAM Jamaica                                                                           |  | UKR Ucrânia                                                    |
|  | DeeDee Trotter Allyson Felix Francena McCorory Sanya Richards-Ross Keshia Baker Diamond Dixon |  | Christine Day Rosemarie Whyte Shericka Williams Novlene Williams-Mills Shereefa Lloyd |  | Alina Lohvynenko Olha Zemlyak Hanna Yaroshchuk Nataliya Pyhyda |

## Recordes
Antes desta competição, os recordes mundiais e olímpicos da prova eram os seguintes:
| Tipo | Atleta          | Tempo   | Local | Data                 |
| ---- | --------------- | ------- | ----- | -------------------- |
|      | União Soviética | 3:15.17 | Seul  | 1 de outubro de 1988 |
|      | União Soviética | 3:15.17 | Seul  | 1 de outubro de 1988 |

## Primeira fase

### Bateria 1
| Pos. | Raia | CON                 | Nomes                                                                        | Tempo   | Notas                |
| ---- | ---- | ------------------- | ---------------------------------------------------------------------------- | ------- | -------------------- |
| 1    | 2    | USA Estados Unidos  | Keshia Baker, Francena McCorory, Diamond Dixon, DeeDee Trotter               | 3:22.09 | Q                    |
| 2    | 3    | RUS Rússia          | Yuliya Gushchina, Tatyana Firova, Natalya Nazarova, Anastasiya Kapachinskaya | 3:23.11 | Q,                   |
| 3    | 6    | GBR Grã-Bretanha    | Shana Cox, Lee McConnell, Eilidh Child, Christine Ohuruogu                   | 3:25.05 | Q                    |
| 4    | 8    | CZE República Checa | Denisa Rosolová, Zuzana Bergrová, Jitka Bartoničková, Zuzana Hejnová         | 3:26.20 | q                    |
| 5    | 4    | POL Polônia         | Iga Baumgart, Justyna Święty, Anna Jesień, Patrycja Wyciszkiewicz            | 3:30.15 |                      |
| 6    | 5    | IRL Irlanda         | Marian Heffernan, Joanne Cuddihy, Jessie Barr, Michelle Carey                | 3:30.55 | Recorde da temporada |
| 7    | 9    | BRA Brasil          | Joelma Sousa, Jailma de Lima, Aline dos Santos, Geisa Coutinho               | 3:32.95 |                      |
| 8    | 7    | TUR Turquia         | Pınar Saka, Meliz Redif, Birsen Engin, Sema Apak                             | 3:34.71 |                      |

### Bateria 2
| Pos. | Raia | CON              | Nomes                                                                     | Tempo   | Notas                |
| ---- | ---- | ---------------- | ------------------------------------------------------------------------- | ------- | -------------------- |
| 1    | 9    | JAM Jamaica      | Christine Day, Shereefa Lloyd, Shericka Williams, Rosemarie Whyte         | 3:25.13 | Q,                   |
| 2    | 4    | UKR Ucrânia      | Olha Zemlyak, Alina Lohvynenko, Hanna Yaroshchuk, Nataliya Pyhyda         | 3:25.90 | Q                    |
| 3    | 8    | FRA França       | Phara Anacharsis, Muriel Hurtis, Marie Gayot, Floria Guei                 | 3:25.94 | Q                    |
| 4    | 6    | NGR Nigéria      | Omolara Omotosho, Idara Otu, Bukola Abogunloko, Regina George             | 3:26.29 | q,                   |
| 5    | 7    | BLR Bielorrússia | Alena Kiyevich, Iryna Khliustava, Ilona Usovich, Sviatlana Usovich        | 3:26.52 | Recorde da temporada |
| 6    | 2    | CUB Cuba         | Aymée Martínez, Diosmely Peña, Yaimeisi Borlot, Daysiurami Bonne          | 3:27.41 | Recorde da temporada |
| 7    | 5    | ITA Itália       | Chiara Bazzoni, Elena Maria Bonfanti, Libania Grenot, Maria Enrica Spacca | 3:29.01 | Recorde da temporada |
| 8    | 3    | GER Alemanha     | Esther Cremer, Janin Lindenberg, Maral Feizbakhsh, Fabienne Kohlmann      | 3:31.06 |                      |

## Final
| Pos.              | Raia | CON                 | Nomes                                                                     | Tempo   | Notas                |
| ----------------- | ---- | ------------------- | ------------------------------------------------------------------------- | ------- | -------------------- |
| Medalha de ouro   | 7    | USA Estados Unidos  | DeeDee Trotter, Allyson Felix, Francena McCorory, Sanya Richards-Ross     | 3:16.87 | Recorde da temporada |
| Medalha de prata  | 6    | JAM Jamaica         | Christine Day, Rosemarie Whyte, Shericka Williams, Novlene Williams-Mills | 3:20.95 | Recorde da temporada |
| Medalha de bronze | 4    | UKR Ucrânia         | Alina Lohvynenko, Olha Zemlyak, Hanna Yaroshchuk, Nataliya Pyhyda         | 3:23.57 | Recorde da temporada |
| 4                 | 9    | GBR Grã-Bretanha    | Shana Cox, Lee McConnell, Perri Shakes-Drayton, Christine Ohuruogu        | 3:24.76 | Recorde da temporada |
| 5                 | 8    | FRA França          | Phara Anacharsis, Muriel Hurtis, Marie Gayot, Floria Guei                 | 3:25.92 |                      |
| 6                 | 2    | CZE República Checa | Denisa Rosolová, Zuzana Bergrová, Jitka Bartoničková, Zuzana Hejnová      | 3:27.77 |                      |
| —                 | 3    | NGR Nigéria         | Omolara Omotosho, Muizat Ajoke Odumosu, Regina George, Bukola Abogunloko  | —       | DSQ                  |
| —                 | 5    | RUS Rússia          | Yulia Gushchina, Antonina Krivoshapka, Tatyana Firova, Natalya Antyukh    | 3:20.23 | DSQ                  |

Legenda
| Recorde mundial      | Recorde mundial (World record)               |                       | Recorde africano                      | Recorde africano (African) |                                           | Q | Classificado por posição (Qualified) |
| Recorde olímpico     | Recorde olímpico (Olympic record)            | Recorde da América    | Recorde da América (Americas)         | q                          | Classificado por melhor tempo (Qualified) |   |                                      |
| Melhor marca do ano  | Melhor marca do ano (World leading)          | Recorde asiático      | Recorde asiático (Asian)              | DNS                        | Não largou (Did not start)                |   |                                      |
| Recorde nacional     | Recorde nacional (National record)           | Recorde europeu       | Recorde europeu (European)            | DNF                        | Não terminou (Did not finish)             |   |                                      |
| Recorde pessoal      | Recorde pessoal do atleta (Personal best)    | Recorde da Oceania    | Recorde da Oceania (Oceania)          | DSQ / DQ                   | Desclassificado (Disqualified)            |   |                                      |
| Recorde da temporada | Recorde da temporada do atleta (Season best) | Recorde sul-americano | Recorde sul-americano (South America) | NM                         | Sem marca (No mark)                       |   |                                      |